# RKS Plzeň
RKS Plzeň-Košutka byl středovlnný a krátkovlnný vysílač v Plzni na Košutce, který sloužil k rozhlasovému vysílání. Vysílala z něj stanice ČRo Dvojka na frekvenci 1485 kHz s výkonem 1 kW a stanice Rádiová Obrana Státu na krátkých vlnách. Měl jednu anténu typu T pro střední vlny o výšce 20 m, typ druhého stožáru není znám.
|        | Stanice              | Kmitočet | Výkon |
| ------ | -------------------- | -------- | ----- |
| AM(SV) | ČRo Dvojka           | 1485 kHz | 1 kW  |
| AM(KV) | Rádiová Obrana Státu | 3–30 MHz | ? kW  |